# Недељко Јовановић
Недељко Јовановић (Београд, 16. септембар 1970) бивши је југословенски и српски рукометаш.

## Каријера
Јовановић је играчку каријеру почео у Синђелићу, а у Србији је још играо и за Металопластику, Партизан и Колубару. У иностранству је променио много клубова, а највише је играо у Немачкој и Шпанији. Каријеру је завршио 2010. године.
Освојио је бронзане медаље на Светском првенству 1999. у Египту, Светском првенству 2001. у Француској и на Европском првенству 1996. у Шпанији. Такође има и злато са Медитеранских игара у Атини 1991. године.

## Успеси

### Клупски
- Првенство СР Југославије
  -  Шампион са Партизаном 1992/93.
- Куп СР Југославије
  -  Победник са Партизаном 1992/93.
- Првенство Шпаније
  -  Шампион са Портланд Сан Антониом 2001/02.
- Суперкуп Шпаније
  -  Победник са Портланд Сан Антониом 2001/02, 2002/03.
- Куп победника купова
  -  Победник са Портланд Сан Антониом 2003/04.
- Првенство Србије
  -  Шампион са Колубаром 2009/10.
- Куп Србије
  -  Победник са Колубаром 2009/10.

### Репрезентативни
- Олимпијске игре
  - 4. место на Олимпијске игре 2000. у Сиднеју
- Светско првенство
  -  Бронзана медаља 2001. у Француској
  -  Бронзана медаља 1999. у Египту
- Европско првенство
  -  Бронзана медаља 1996. у Шпанији
- Медитеранске игре
  -  Златна медаља 1991. у Атини